# Geminianus

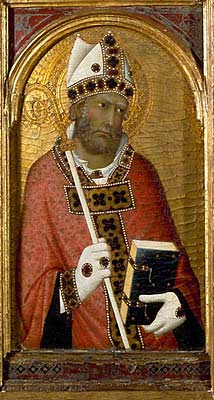
St. Geminianus (Tafelbild aus dem 14. Jahrhundert)

Der heilige Geminianus, it. San Geminiano oder San Gimignano (* 4. Jahrhundert vielleicht in Rom; † 31. Januar 397 [?] in Modena), war im 4. Jahrhundert Bischof von Modena. Er ist Patron der Kathedrale von Modena und Schutzheiliger der Städte Modena, San Gimignano und Pontremoli.

## Leben

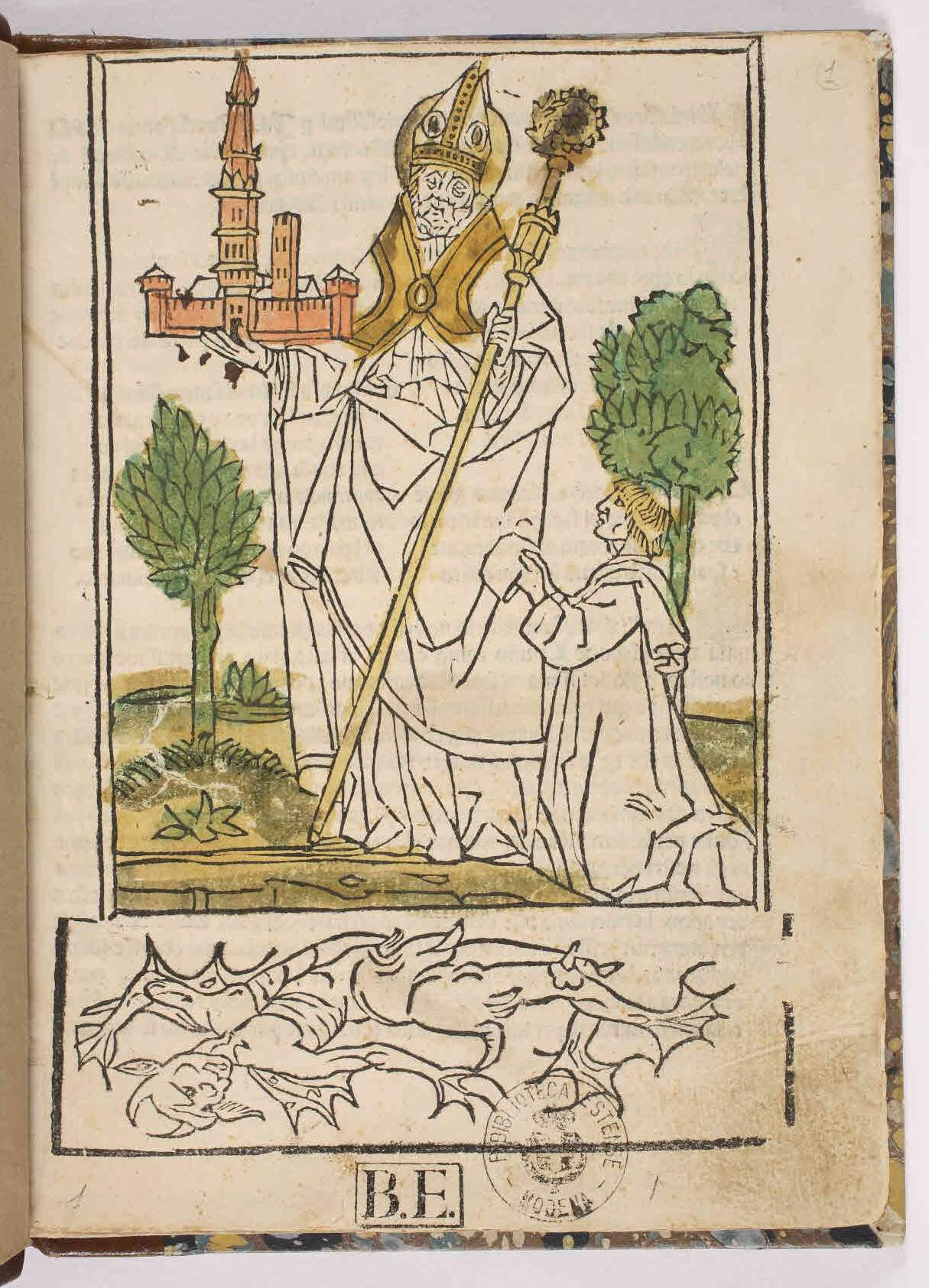
Giovanni Maria Parente, Vita di san Gimignano, 1495

Der Name Geminianus lässt an Herkunft aus einem stadtrömischen Senatorengeschlecht denken.
Die einzige zuverlässige Nachricht über Geminianus’ Leben und Wirken betrifft eine norditalienische Synode, die Ambrosius von Mailand im Jahr 390 nach Mailand einberief, um Jovinian als Irrlehrer verurteilen zu lassen. An dieser Synode nahm der Bischof von Modena persönlich oder durch einen Bevollmächtigten teil. Wie Ambrosius soll er auch ein entschiedener Gegner des Arianismus gewesen sein.
Sein liturgischer Gedenktag, der 31. Januar, kann als sein Sterbedatum angenommen werden.

## Verehrung
Die San-Geminiano-Verehrung ist in Modena seit frühester Zeit lebendig. Die alten Heilungs- und Exorzismus-Erzählungen, die sich mit seinem Namen verbinden, sind offenbar Reflex einer herausragenden Persönlichkeit. Schon im 5. Jahrhundert ist über seinem Grab, außerhalb der damaligen Stadt beim heutigen Dom, eine Kirche bezeugt.
Im Mittelalter verstand sich Modena als Civitas Geminiana („Geminianus-Stadt“). Eine Translationslegende des 12. Jahrhunderts berichtet von einer Untersuchung der Reliquien des Heiligen, die sich durch Wunder als echt erwiesen, und ihrer Überführung in die Kathedrale, wo sie bis heute ruhen.
Eine weitere Legende schreibt dem Heiligen die Rettung Modenas vor den einfallenden Hunnen zu. Sein Gebet habe das Aufkommen eines starken Nebels bewirkt, der die Feinde zum Abzug zwang.
Die Verehrung des Heiligen auch außerhalb Modenas bezeugt u. a. die toskanische Stadt San Gimignano.